# Zehma
Zehma ist ein Ortsteil der ostthüringischen Gemeinde Nobitz im Altenburger Land, acht Kilometer südlich der namensgebenden Kreisstadt an der Bundesstraße 93.

## Geografie
Zehma befindet sich im südlichen Altenburger Land östlich der Pleiße. Angrenzende Orte sind im Norden, neben dem zum Hauptort gehörenden Friedrichslust, Lehndorf, im Osten die Altenburger Ortsteile Greipzig und Mockzig sowie Gieba. Im Süden schließen sich Podelwitz, Goldschau und Löhmigen an und im Westen Zürchau. Höchste Erhebung ist die Lust oder Friedrichslust auf dem Roten Berg mit einer Höhe von 215 Metern. Südlich des Ortes schließt sich die Stau Zehma an.

## Geschichte
Zemouua wird erstmals 976 in einer Schenkungsurkunde des Kaisers Otto II. an das Bistum Zeitz erwähnt. In dieser Urkunde wird die Schenkung der Stadt Altenburg und einiger umliegender Orte im Pleißengau an das Bistum Zeitz erwähnt. Der Ort slawischen Ursprungs war einst ein Weiler an einer wichtigen Verkehrsstraße. Von 1503 bis 1528 existierte in dem Ort eine von Bauern errichtete hölzerne Kapelle, welche ein geschnitztes Bildnis der heiligen Anna beherbergte und sich so als Wallfahrtsort etablierte. Die Reformation beendete diesen Kult schließlich.
Zehma gehörte zum wettinischen Amt Altenburg, welches ab dem 16. Jahrhundert aufgrund mehrerer Teilungen im Lauf seines Bestehens unter der Hoheit folgender Ernestinischer Herzogtümer stand: Herzogtum Sachsen (1554 bis 1572), Herzogtum Sachsen-Weimar (1572 bis 1603), Herzogtum Sachsen-Altenburg (1603 bis 1672), Herzogtum Sachsen-Gotha-Altenburg (1672 bis 1826). Bei der Neuordnung der Ernestinischen Herzogtümer im Jahr 1826 kam der Ort wiederum zum Herzogtum Sachsen-Altenburg.
Nach der Verwaltungsreform im Herzogtum gehörte er bezüglich der Verwaltung zum Ostkreis (bis 1900) bzw. zum Landratsamt Altenburg (ab 1900). Das Dorf gehörte ab 1918 zum Freistaat Sachsen-Altenburg, der 1920 im Land Thüringen aufging. 1922 kam es zum Landkreis Altenburg. Im Jahre 1937 wurde die hier ansässige Freiwillige Feuerwehr gegründet.
Am 1. Juli 1950 wurde Löhmigen nach Zehma eingemeindet. Bei der zweiten Kreisreform in der DDR wurden 1952 die bestehenden Länder aufgelöst und die Landkreise neu zugeschnitten. Somit kam die Gemeinde Zehma mit dem Kreis Schmölln an den Bezirk Leipzig, der seit 1990 als Landkreis Schmölln zu Thüringen gehörte und 1994 im Landkreis Altenburger Land aufging. Am 1. November 1973 erfolgte die Eingliederung der Gemeinde Zürchau mit ihrem Ortsteil Maltis in die Gemeinde Zehma.
Am 8. März 1994 trat die Gemeinde Zehma der Verwaltungsgemeinschaft Saara bei. Diese wurde am 1. Januar 1996 aufgelöst und bis auf die Gemeinde Großstöbnitz in die Einheitsgemeinde Saara überführt. Mit der Eingemeindung von Saara am 31. Dezember 2012 kam Zehma zur Gemeinde Nobitz.

### Jagdhaus Friedrichslust

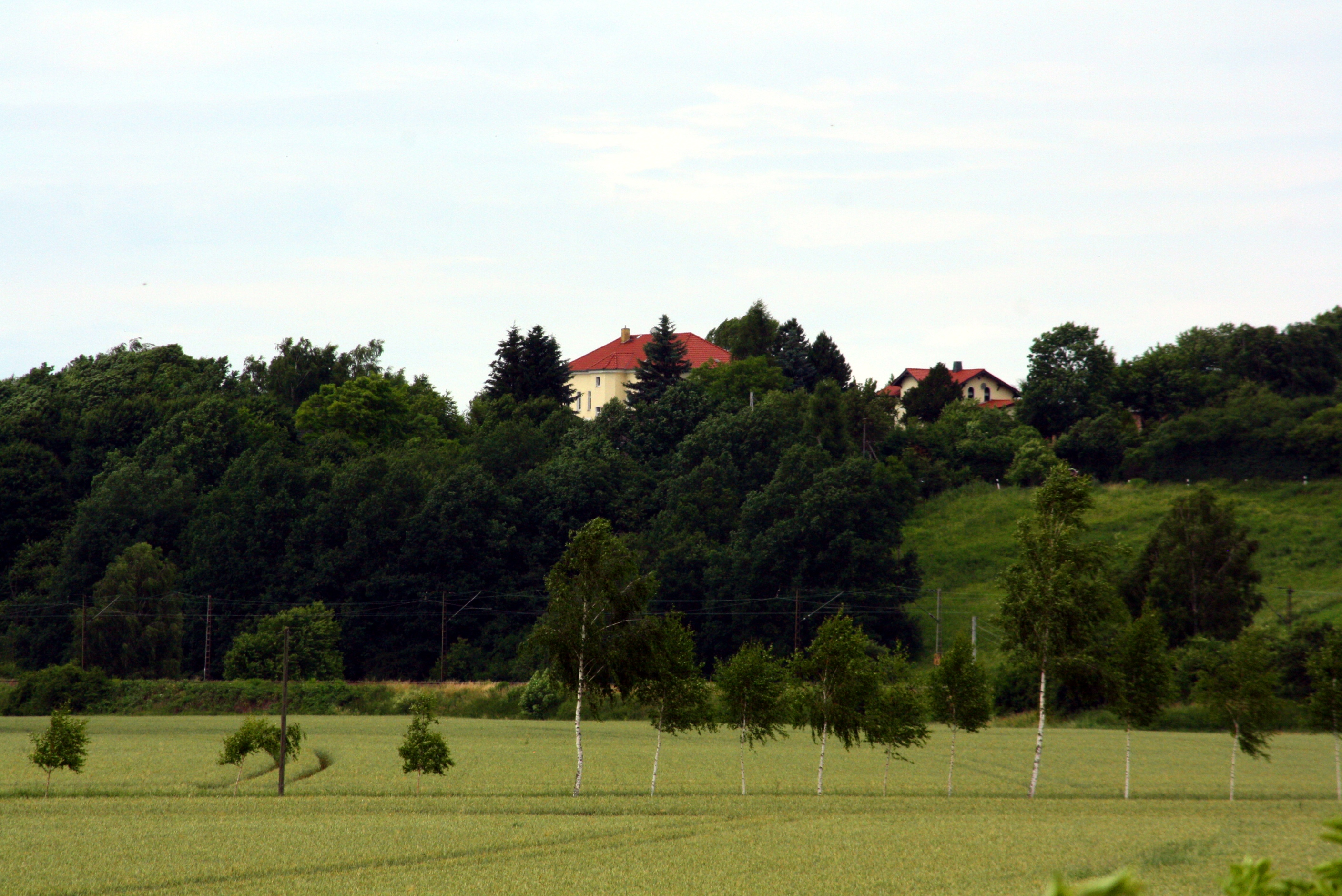
Friedrichslust zwischen Zehma und Lehndorf

Die Herzogliche Kammer zu Altenburg kaufte 1736 ein Ackerfeld zur Anlegung eines Kalksteinbruches. Auf diesem Stück Land ließ der Herzog Friedrich ein Jagdhaus errichten, wovon sich der Name Friedrichslust herleitet. Später wurde es bis 1945 als Gasthaus genutzt, heute ist es ein Wohnhaus. Als Flächennaturdenkmal wurde das ehemalige Grubengelände des Kalksteinbruchs ausgewiesen, dort wurden bereits 1682 Kalkhütten und Brennöfen erwähnt.

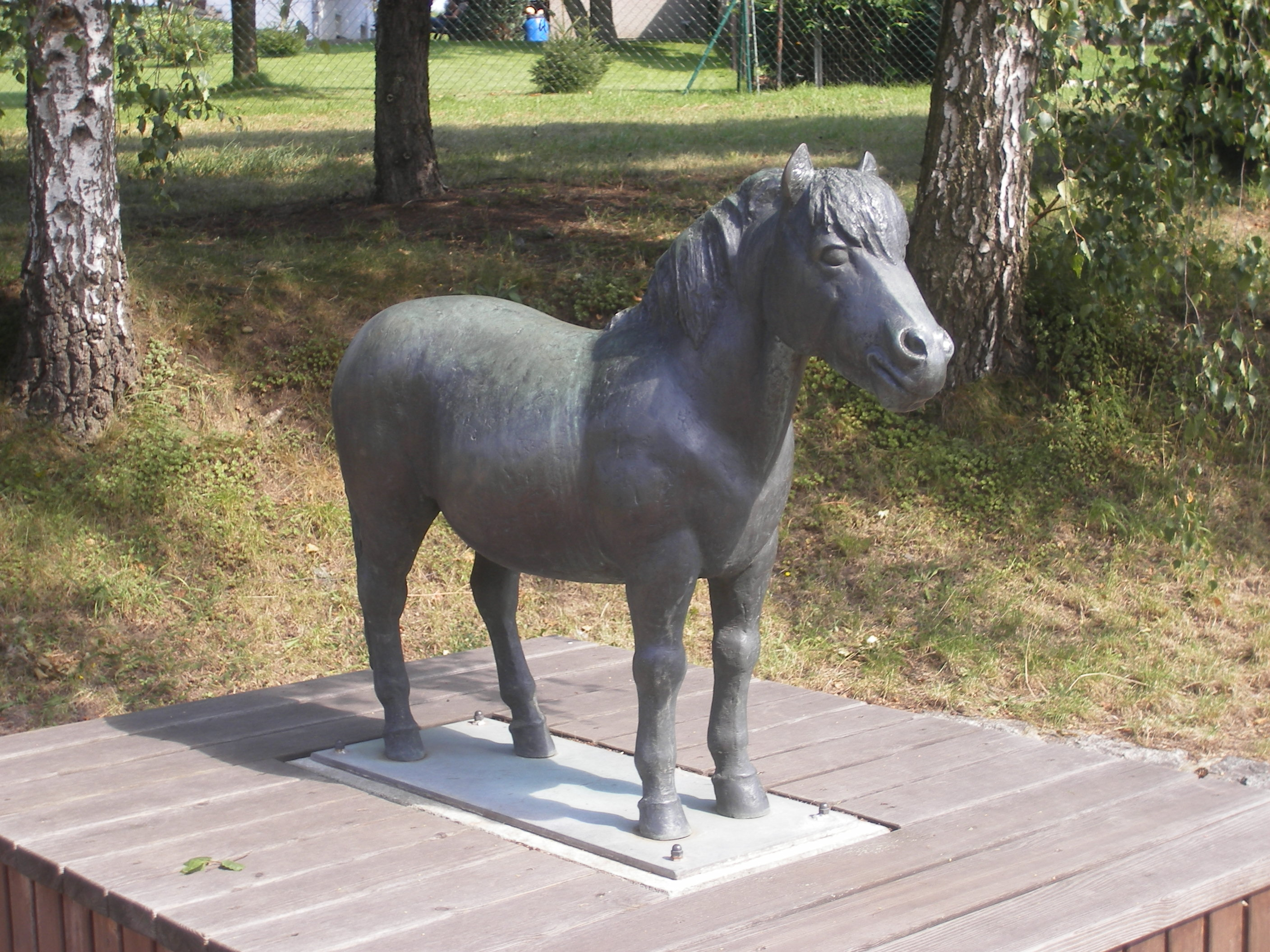
Ponyfigur an der B93

## Sehenswürdigkeiten
Direkt an der Bundesstraße 93 gegenüber dem ehemaligen Gasthaus steht eine metallene Ponyfigur, die 1988 im Gedenken an den Reitsport aufgestellt wurde.